# Владимир Ј. Конечни
Владимир Ј. Конечни (рођен 27. октобра 1944.) је амерички и српски психолог, естетичар, песник, драматург, писац белетристике и уметнички фотограф, тренутно професор психологије на Калифорнијском универзитету у Сан Дијегу.
У психологији, извршио је утицајан рад у неколико различитих области, међусобно повезаних снажним методолошким проблемима. Конечни је спровео лабораторијске и теренске студије људских емоција и (физичке и вербалне) агресије, као и алтруистичког понашања, које су цитиране у бројним уџбеницима социјалне психологије.
Доношење одлука је била још једна велика истраживачка област у којој је Конечни био у великој мери укључен (у блиској сарадњи са др Еббе Б. Еббесен, дугогодишњим колегом на Универзитету Калифорније, Сан Дијего). Већина њиховог рада посвећена је судским одлукама у систему кривичног правосуђа, али су такође спровели низ често цитираних студија о одлукама возача у стварном свету.
Конечни је четрдесетак година радио у вишеструким интердисциплинарним доменима емпиријске естетике, психологије уметности и музичке психологије . Значајне групе његових студија у овим областима бавиле су се високо специјализованим и техничким проблемима „ златног пресека“ (или „златног пресека“) у визуелној уметности, значајем макроструктуре у музици, врхунским естетским одговорима и односом између музике и емоција.

## Биографија
Владимир Конечни је одрастао у Београду. Родитељи су му били Дора Д. Конечни (рођена Васић), економиста и банкар, и др Јосип Ј. Конечни, професор медицине на Универзитету у Београду.
Конечни је српског, чешког и аустријског порекла. Конечни је ожењен и има два сина.

## Каријера
Конечни је дипломирао експерименталну и клиничку психологију и филозофију на Универзитету у Београду 1969. године; као студент је објавио три рецензирана чланка.
Године 1970. започео је постдипломске студије експерименталне и социјалне психологије на Универзитету у Торонту, Канада, где је 1971. магистрирао и докторирао. 1973. године. Наслов његове дисертације је био „Експерименталне студије људске агресије: катарзички ефекат“. Такође 1973. године, Конечни је именован за доцента и тако је започео своју 35-годишњу непрекидну сарадњу са Одсеком за психологију Универзитета Калифорније у Сан Дијегу (ванредни професор 1978; професор 1982; професор емеритус 2008).
У периоду после 1973. године био је гостујући професор на бројним реномираним универзитетима ван Сједињених Држава, укључујући Лондонску школу економије, Универзитет у Сиднеју, Хебрејски универзитет у Јерусалиму, Универзитет у Кејптауну, Университеит ван Амстердам и Фреие. Университат Берлин.  У досадашњој каријери Конечни је одржао колоквијуме о свом истраживању на око 150 универзитета на свим континентима.

### Негативне емоције, физиолошко узбуђење и агресивно понашање
У периоду од 1972. до 1984. Конечни је паралелно изводио теренске експерименте о алтруистичком понашању, и лабораторијске и теренске студије о физичкој и вербалној агресији људи .
Када је у питању агресија, Конечни је на основу експерименталних налаза разликовао физичку, вербалну, игру, фантазију и друге врсте агресије и предложио постојање двосмерне узрочности (бихејвиоралне и психофизиолошке) између степена беса (висока узбуђења, антагонистички означена). ) и количину изражене физичке агресије.
Чини се да овај теоријски модел, који је наглашавао раније непризнате повратне спреге, решава класично питање „катарзе“. Помоћу јасноће дефиниције и експерименталне прецизности, модел помера дебату на многе импликације теоријски здравог и емпиријски уочљивог „катарзичног ефекта“, замењујући нефокусирано позивање на изворе који су различити као што су Аристотелова поетика, Клајнијанска терапија игром и теорија социјалног учења Алберта Бандуре. Овај теоријски модел двосмерне узрочности љутње-агресије (ААБЦ  ) штедљиво објашњава стотине експерименталних налаза у литератури. Ове идеје су такође примењене на улогу аверзивних догађаја у развоју међугрупног сукоба. Потом је Конечнијево писање о агресији проширено на концепт освете  и изражавања беса и насиља на сцени и у књижевности.

### Правна психологија и судско одлучивање
Од 1973. до 2011. године (година смрти професора емеритуса Еббе Б. Еббесена), Еббесен и Конечни су радили на доношењу судских одлука у систему кривичног правосуђа. Користећи квантитативне методе, проучавали су како различити учесници у систему – судије, тужиоци, браниоци, полицајци, извршиоци и други – комбинују информације које су им доступне у одлуке које потом постају информације за друге доносиоце одлука у систему.
Овај рад је био веома утицајан  и описан је као „напоран“ и „пионирски“.
Једна од његових главних карактеристика било је поређење података из експерименталних симулација са подацима добијеним из архивске документације и судских расправа, често укључујући исте учеснике или исте класе учесника (чак су и судије Вишег суда учествовале у симулацијама). Након свог много цитираног првог чланка, 1975. године, упоређујући одлуке судија о одређивању кауције у симулацији са онима које су донели у судници, Еббесен и Конечни су објавили низ критичких методолошких чланака о кључном питању спољне ваљаности на многе тачке у постојећем истраживању правног процеса, са посебним освртом на симулације пороте. То је довело и до отпора  и критика отпора.
Године 1982, Конечни и Ебезен су уредили књигу (посвећену Егону Брунсвику и Курту Левину), Систем кривичног правосуђа: социјално-психолошка анализа, којој су допринели пет поглавља која су изложила њихово теоријско и методолошко гледиште и бавила се неколико важних емпиријских питања.
Једно од поглавља представило је резултате великог пројекта (преко хиљаду случајева) о судском изрицању казни за кривична дела у Калифорнији; између осталих налаза, укључивала је узрочну анализу која је елиминисала неколико популарних погледа на казну и истакла одлучујућу улогу службеника за условну казну.
Конечни и Ебезен, са неколико студената, такође су спровели емпиријска истраживања „ментално поремећених сексуалних преступника“, одлука о старатељству над децом и другим питањима од друштвеног значаја.
Они су такође објавили опсежне критике онога за шта су веровали да су погрешни, али укорењени, ставови о другом важном питању правне психологије, наиме, доказној вредности претходних истраживања сећања сведока уопште, и, конкретно, доказној вредности психолога. сведочења о питањима очевидаца у случајевима ослобађања од одговорности ДНК доказима.
Коначно, док је радио у Конечнијевој лабораторији, Г. Кете, аустријски психолог, је са Конечнијем коаутор два чланка о каналима комуникације и декодирању и интеграцији знакова у судском одлучивању.

### Емпиријска естетика
Владимир Конечни је током своје каријере спровео бројне експерименте у различитим областима емпиријске естетике – области којом доминирају научно оријентисани психолози и због тога се често назива психолошка или (психо-)естетика (разликује се од „ естетике “, која се обично односи на филозофску естетику). ). У свом првом чланку (1976) из психоестетике, Конечни, под утицајем Даниела Берлинеа (један од његових ментора у дипломској школи  ), успешно је комбиновао рад на физиолошком узбуђењу са сопственим претходним радом на „катарзичном ефекту“ за проучавање. преференција музике (као зависна варијабла). Широк и иновативан емпиријски приступ проучавању емоционалних, расположених и личних претходника естетских преференција и избора у визуелној уметности и музици резултирао је бројним публикацијама са неколико америчких и европских постдипломаца и на различитим језицима. Конечни је такође написао два широко цитирана теоријска чланка која су се бавила (а) друштвеним, емоционалним и когнитивним детерминантама естетских преференција и (б) мерљивим психолошким последицама изложености естетским стимулансима, што је резултирало његовом формулацијом "Модел естетске епизоде" (МАЕ), који је наставио да усавршава током много година.

#### Визуелна уметност
Конечни је често и до данас истраживао различите проблеме у области визуелне уметности. Било је чланака, инспирисаних МАЕ, о интерактивним ефектима визуелне уметности и музике на емоције и расположење, који су недавно (2010, 2015) кулминирали у два теоријска чланка. Поред тога, он је један од ретких психоестетичара који је био у стању да проучава креативни процес ин виво – у свом експерименталном проучавању портрета. Конечни је такође писао о политици и социјалној екологији архитектуре – посебно у Стаљиновом Совјетском Савезу и Хитлеровој Немачкој – а недавно се бавио и естетским и друштвеним питањима у вези са новим музејима, јавним скулптурама и парковима у Кини, Србији и Јапану.

#### „Златни пресек”
Око десет година (1995–2005), Конечни је радио велики експериментални и теоријски рад на „ златном пресеку“ (или „златном пресеку“). Више пута је истицао потребу за разликовањем бројних аспеката овог класичног проблема у естетици и уметности: објекти у природи насупрот објектима у уметности и архитектури; познато присуство наспрам одсуства уметникове намере у коришћењу односа; степен свести опажача о односу у објекту и утицај те свести, ако постоји, на естетску привлачност објекта. У свом раду на сликама, Конечни је користио много различитих мера, укључујући и димензије правоугаоника (рама); вертикални и хоризонтални пресеци слике; и димензијама значајних приказаних објеката у оквиру слике. Анализу ове врсте мера сматрао је неопходном и развио је неколико методолошких иновација, као и усавршавања класичних фехнеровских . Конечни је описао златни пресек као „неухватљив, али уочљив“, и вероватније да ће утицати на резултате пажљиво спроведених експеримената као део интеракција вишег реда него као главни ефекат; његова "контекстуалност и конфигуралност" чине га, сугерисао је, упоредивим са концептима у зен естетици.

#### Неуроестетика
Ова нова, 21. века, област истраживања сматрана је граном емпиријске естетике. Конечни је описао његове главне карактеристике и критички анализирао неке од тврдњи неколико истакнутих практичара, тврдећи да су те тврдње преувеличане.

### Музичка психологија
Конечни је био у великој мери укључен у многе аспекте музичке психологије. Поред експерименталних и теоријских чланака о ефектима разних фактора (укључујући високо узбуђење и друге облике стреса) на преференције и избор музике (на пример, међу мелодијама које се разликују по сложености), развио је нову методологију за истраживање теоријски занимљивог питања „хедонистичких ефеката развоја наспрам случајности у разрешеним и неразрешеним слушним епизодама“. Штавише, допринео је темама од интереса за музичаре, као што је чланак из два дела који представља психолошку анализу Страдања по Матеју ЈС Баха, и други о начину и темпу у западној класичној музици. - ера праксе. Поред тога, Конечни је писао о (латинском) Реквијему руског композитора Вјачеслава Артјомова и о стилу свирања канадског пијанисте Глена Гулда. Ту су и његова три доприноса Музици у друштвеним и бихевиоралним наукама: Енциклопедија од САГЕ  и високо технички преглед књиге Стивена Јана Меметика музике: Нео-дарвинистички поглед на музичку структуру и Култура .

#### Макроструктура у музици
Године 1984, Конечни је објавио чланак са пет експеримената о „неухватљивим ефектима 'порука' уметника,”  у којима су „поруке” биле широко дефинисане да би се укључиле у два експеримента посвећена музици., макроструктура комада, као што је оригинални поредак ставова у Бетовеновим клавирским сонатама и гудачким квартетима. Изненађујуће, а супротно чврсто држаним музиколошким конвенцијама, чак и драстично преуређење покрета довело је до занемарљивог смањења уживања слушалаца. Наредни експерименти су дали аналогне резултате; као истраживачки стимуланс у овом делу коришћен је низ високо цењених и разноврсних музичких дела, укључујући Голдберг варијације ЈС Баха (различити редослед варијација) и Моцартову симфонију у г-молу, К. 550 (преуређење кључних структурних делова прве кретање). О овим и сродним експериментима даље су расправљали Конечни и Карно 1994. године, када су такође сумирали претходну дебату са музиколозима Робертом Батом и Николасом Куком о овом истраживању.

#### Музика и емоције
Конечни је у овој области био веома активан од око 2002. године. Било је извештаја о лабораторијским експериментима, обимних теоријских чланака у часописима о психологији и филозофији, и детаљне рецензије важних књига у музичко-психолошким и филозофско-естетичким часописима. Конечни је заузео снажан и разрађен – иако мањински – став против онога што сматра лавином недовољно поткрепљених тврдњи о односу музике и емоција, а посебно против тезе да музика изазива емоције. У недавној рецензији књиге, написао је: „Аутори никада јасно не наводе нешто веома једноставно и готово сигурно тачно: нека музика може, понекад, код неких људи, под одређеним околностима, изазвати неке психобиолошке емоције, али никада ни приближно тако моћна као дописник. емоције у друштвеном животу“. Конечни је ово гледиште засновао на пажљивом испитивању литературе и из музичке психологије и из филозофске естетике; на моделу прототипске епизоде емоција (ПЕЕМ, који је развијао током много година); о сопственим експерименталним налазима и теоријском раду у вези са музиком и емоцијама; и о ономе што он види као широко распрострањено занемаривање дефиниционе прецизности и здраве методологије у овој мултидисциплинарној области, укључујући и бројне високо цитиране истраживачке чланке.

#### Анти-"емотивизам"
Конечни је написао да постоји довољно доказа да се став већине о односу музике и емоција посматра као аспект социо-културно преовлађујућег „емотивизма“, који је разликовао од емотивизма у етици, и дефинисан као „склоност претераном уметању емоција и 'осећања' како у лаичке тако иу научне теорије менталног живота, мотива, потреба и свакодневног понашања, у стварима уметничким и неуметничким”. Он је сугерисао да је склоност емоционалном и квазиемоционалном ексцесу повезана са преовлађујућом антинаративном друштвеном климом, која често игнорише доказе и разум.
Конечни је недавно објавио теоријски чланак о емоцијама у домену сликарства и уметничких инсталација  иу том контексту расправљао и о емотивизму.

### Врхунска естетска искуства
Ово је питање у коме се преплићу филозофска естетика и психо-естетика – уопштено иу обимном Конечијевом стваралаштву у протеклој деценији. Године 2005. објавио је теоријски чланак у којем је изложио своју „теорију естетског тројства“ (АТТ), у којем се „тројство“ односи на трипартитну хијерархијску организацију врхунских естетских одговора  који се састоји од: (а) физиолошког узбуђења (или језе), најчешћег и пролазног одговора, и најмање израженог, а ипак предмет већине експерименталног рада; (б) стање „померања“, које се сматра средњим по дубини и трајању  (језичку репрезентацију и концептуалну структуру овог стања недавно су емпиријски истражили Куехнаст ет ал., 2014. ); и (ц) естетско страхопоштовање, концептуализовано као врхунски естетски одговор, изузетно редак и незабораван, сличан фундаменталним емоцијама у смислу физиолошке флуктуације, али, за разлику од њих, карактерише га егзистенцијалну сигурност, управљивост опасности и лакоћу са којом се она може „искључити“. У АТТ-у, естетско страхопоштовање се посматра као прототипски одговор на „узвишени стимулус-у-контексту” који је спољашњи за перцепцију (за разлику од неких позиција у филозофији), дефинисан независно од естетског страхопоштовања и карактерише га физичка величина, велика реткост, изузетна лепота и новина, између осталих критеријума). Многи аспекти АТТ-а се могу тестирати и резултати би говорили и филозофским и психолошким естетичарима.

### Рад у књижевности и уметности
Владимир Конечни је дуго био плодан песник, драматург, писац кратких прича и уметнички фотограф. Објављивао је књижевна дела на енглеском, француском и српском језику. Његове драме су у два наврата извођене у низу земаља Северне Америке и Европе, под његовом режијом.  Поред тога, учествовао је на многим групним изложбама уметничке фотографије у Калифорнији, а имао је самосталне изложбе у САД и Србији. Конечнијевом раду у свим овим областима можете бесплатно приступити на његовој веб страници.